# П'єр Граньє-Дефер
П'єр Жульє́н Граньє (фр. Pierre Julien Granier, більше відомий як П'єр Граньє-Дефер (фр. Pierre Granier-Deferre); нар. 22 липня 1927, Париж, Франція — пом. 16 листопада 2006, Париж, Франція) — французький кінорежисер і сценарист.

## Біографія
П'єр Граньє-Дефер народився 22 липня 1927 року в Парижі, Франція. Починав свій шлях у кінематографі асистентом у режисерів: Дені де ла Пательєра, Жана-Поля ле Шануа, Марселя Карне, Андре Бертом'є, Жоржа Лампена та інших. Закінчив Інститут перспективних досліджень кінематографа (IDHEC, зараз La femis).
Дебютував у великому кіно в 1962 році фільмом «Маленький ліфтер». За часом сходження його кар'єри збіглося з розквітом французької нової хвилі, але він волів залишатися ремісником, що віддає перевагу добротним жанровим картинам. Нерідко брався за екранізації сучасних французьких письменників. Завдяки його стрічкам змогли розкритися нові грані таланту, акторів, що знімалися у нього, таких як: Жан Габен, Симона Синьйоре, Ліно Вентура, Ромі Шнайдер, Ален Делон та інших.
Фільми Граньє-Дефера користувалися постійною глядацькою увагою і супроводжувалися великим комерційним успіхом. Працював для телебачення. Завжди писав сценарії до своїх стрічок, рідко звертаючись за допомогою співавторів. Після знайомства зі сценаристом Паскалем Жарденом протягом десятиліття, починаючи з «Таємниці ферми Мессе» (1970) і до 1980 року, коли Жарден помер, вони складали творчий тандем і були нерозлучними друзями.

## Особисте життя
П'єр Граньє-Дефер був тричі одружений. На зйомках фільму «Париж у серпні» Граньє-Дефер познайомився з британською акторкою Сьюзен Гемпшир, незабаром одружився. У 1974 році вони розлучилися, коли режисер закохався в юну Ізабель де Ерррерос, що працювала на кіностудії в монтажному цеху.
Троє з чотирьох дітей Граньє-Дефера пов'язали своє життя з кінематографом: режисер Дені Граньє-Дефер, продюсер Крістоф Гранье-Дефер і акторка Селія Гранье-Дефер.

## Фільмографія
| Рік       |     | Назва українською             | Оригінальна назва              | Режисер | Сценарист |
| --------- | --- | ----------------------------- | ------------------------------ | ------- | --------- |
| 1962      |     | Останнє свято                 | Le petit garçon de l'ascenseur |         | Так       |
| 1962      |     | Маленький ліфтер              | Le petit garçon de l'ascenseur | Так     |           |
| 1964      |     | Пригоди Салавена              | Les aventures de Salavin       | Так     |           |
| 1965      |     | Перетворення стоног           | La métamorphose des cloportes  | Так     | Так       |
| 1966      |     | Париж у серпні                | Paris au mois d'août           | Так     | Так       |
| 1967      |     | Дурень                        | Le grand dadais                | Так     | Так       |
| 1970      |     | Таємниця ферми Мессе          | La horse                       | Так     | Так       |
| 1971      |     | Кіт                           | Le chat                        | Так     | Так       |
| 1971      |     | Вдова Кудер                   | La veuve Couderc               | Так     | Так       |
| 1973      |     | Син                           | Le fils                        | Так     | Так       |
| 1973      |     | Потяг                         | Le train                       | Так     | Так       |
| 1974      |     | Панівна раса                  | La race des 'seigneurs'        | Так     | Так       |
| 1974-1979 | т/с | Незвичайні історії            | Histoires insolites            | Так     | Так       |
| 1975      |     | Клітка                        | La cage                        | Так     | Так       |
| 1975      |     | Прощавай, поліцейський        | Adieu, poulet                  | Так     |           |
| 1976      |     | Жінка у вікні                 | Une femme à sa fenêtre         | Так     | Так       |
| 1979      |     | Військовий лікар              | Le toubib                      | Так     | Так       |
| 1981      |     | Дивна справа                  | Une étrange affaire            | Так     | Так       |
| 1982      |     | Північна зірка                | L'étoile du Nord               | Так     | Так       |
| 1983      |     | Друг Венсана                  | L'ami de Vincent               | Так     | Так       |
| 1985      |     | Людина з очима кольору срібла | L'homme aux yeux d'argent      | Так     | Так       |
| 1986      |     | Приватні уроки                | Cours privé                    | Так     | Так       |
| 1987      |     | Топитися заборонено           | Noyade interdite               | Так     | Так       |
| 1988      |     | Колір вітру                   | La couleur du vent             | Так     |           |
| 1990      |     | Австрійка                     | L'Autrichienne                 | Так     |           |
| 1991-2005 | т/с | Мегре                         | Maigret                        | Так     | Так       |
| 1992      |     | Голос                         | La voix                        | Так     | Так       |
| 1992      |     | Архіпелаг                     | Archipel                       | Так     | Так       |
| 1995      |     | Маленький хлопчик             | Le petit garçon                | Так     | Так       |
| 1996      | т/ф | Останнє свято                 | La dernière fête               | Так     | Так       |
| 2006      |     | Літній пасажир                | Le passager de l'été           |         | Так       |

## Визнання
| Нагороди та номінації П'єра Граньє-Дефера | Нагороди та номінації П'єра Граньє-Дефера       | Нагороди та номінації П'єра Граньє-Дефера | Нагороди та номінації П'єра Граньє-Дефера |
| Рік                                       | Категорія                                       | Фільм                                     | Результат                                 |
| ----------------------------------------- | ----------------------------------------------- | ----------------------------------------- | ----------------------------------------- |
| Берлінський міжнародний кінофестиваль     |                                                 |                                           |                                           |
| 1971                                      | Золотий ведмідь                                 | Кіт                                       | Номінація                                 |
| 1982                                      | Золотий ведмідь                                 | Дивна справа                              | Номінація                                 |
| 1982                                      | Приз Отто Дібеліуса                             | Дивна справа                              | Перемога                                  |
| Приз Луї Деллюка                          |                                                 |                                           |                                           |
| 1981                                      | Найкращий фільм                                 | Дивна справа                              | Перемога                                  |
| Премія «Сезар»                            |                                                 |                                           |                                           |
| 1982                                      | Найкращий режисер                               | Дивна справа                              | Номінація                                 |
| 1982                                      | Найкращий оригінальний або адаптований сценарій | Дивна справа                              | Номінація                                 |
| 1983                                      | Найкращий адаптований сценарій                  | Північна зірка                            | Перемога                                  |